# Theta Delphini
Theta Delphini (8 Delphini) é uma estrela na direção da constelação de Delphinus. Possui uma ascensão reta de 20h 38m 43.98s e uma declinação de +13° 18′ 54.5″. Sua magnitude aparente é igual a 5.69. Considerando sua distância de 1304 anos-luz em relação à Terra, sua magnitude absoluta é igual a −2.32. Pertence à classe espectral K3Ib.